# 乙氧羰基亚甲基三苯基磷
乙氧羰基亚甲基三苯基磷是一种有机磷化合物，化学式为(C6H5)3PCHCO2C2H5，它是白色固体，可溶于有机溶剂。
它是一种Wittig试剂，用于取代酮或醛的氧为CHCO2C2H5基团。

## 合成
三苯基膦和乙酸-α-氯乙酯反应，得到的固体再和冷的氢氧化钾水溶液反应，经重结晶等处理后可得乙氧羰基亚甲基三苯基磷。